# Ludovic Chammartin
Ludovic Chammartin (ur. 31 stycznia 1985 we Fryburgu) – szwajcarski judoka, wicemistrz Europy.
Startuje w kategorii wagowej do 60 kg. Zdobywca srebrnego medalu mistrzostw Europy w Budapeszcie (2013).
W 2012 startował na igrzyskach olimpijskich w Londynie, na których przegrał w pojedynku drugiej rundy z Choi Gwang-hyeon z Korei Południowej.
Wielokrotny medalista mistrzostw Szwajcarii.